# Segunda División B de Venezuela 2011-12
La Temporada 2011-12 del Fútbol profesional Venezolano de la Segunda División B de Venezuela se inició el 10 de septiembre de 2011 con la participación de 24 equipos.

## Sistema de competición
Esta temporada, el torneo sufre un cambio con respecto al formato anterior. El Torneo Apertura 2011 reunirá a los 24 equipos, y se disputará en una fase de grupos, de 8 equipos cada uno, reunidos de acuerdo a su proximidad geográfica. Este torneo clasificará al Torneo Clausura a 10 equipos: los 3 mejores de cada grupo, más el mejor cuarto puesto. El Torneo Clausura 2012 reunirá los diez clasificados del Torneo Apertura 2011 y los equipos de la Segunda División A, que no clasifiquen al torneo de ascenso de la división de plata.
El Torneo Clausura 2012 definirá 10 equipos para la temporada 2012-13 de la Segunda División; mientras que los otros 14 equipos se quedarán en este nivel, que pasará a ser la Tercera División, suprimiéndose así la Segunda División B

## Cambios de la 2010-11

### Intercambios entre la Segunda División A y la Segunda División B
Ascienden a la Segunda División:
- Sport Club Guaraní, como campeón
- Deportivo Táchira B
- Deportivo Anzoátegui B
- Arroceros de Calabozo Fútbol Club

Descienden a la Segunda División B:
- Club Deportivo San Antonio
- Estrella Roja FC
- Unión Atlético Piar
- Unión Atlético Maracaibo

### Intercambios entre la Segunda División B y la Tercera División
Descienden a la Tercera División:
- Deportivo Madeirense
- Deportivo Peñarol FC
- Unión Atlético Maracaibo B
- Omega FC
- Deportivo Apure
- Hermandad Gallega FC

Ascienden a la Segunda División B:
- CS Italo Valencia
- Leander de Miranda FC
- Unión Atlético Anzoátegui
- Yaracuyanos FC B
- ULA FC
- Policía de Lara Fútbol Club

### Otros cambios
- El Unión Atlético Maracaibo no participará este año en las categorías nacionales, por decisión de la FVF
- El Atlético Cojedes decide no participar esta temporada. El Deportivo Peñarol, descendido deportivamente, toma su puesto.
- El Estrella Roja FC y el Club Deportivo San Antonio, descendidos inicialmente a esta categoría, mantienen su nivel, debido a la expansión de la Segunda División A
- El Unión Atlético Anzoátegui cambia su nombre a SC Real Anzoátegui[2][3]
- Los equipos Unión Deportivo Guajira y Unión Atlético Zamora[4] son invitados a jugar desde la tercera división, para completar el cupo.
- Los equipos Mineros de Guayana B,[5] PDVSA Morichal FC, Atlético Sucre CF, Estudiantes de Caroní FC,[6][7] Ortiz FC, Estudiantes de Aragua FC, Casa Portuguesa de Aragua, y Valencia SC; son invitados a jugar la división, para completar el cupo.
- Estudiantes de Aragua FC desiste de participar, luego de comenzado la primera jornada de la división[8] El Estudiantes de Guárico FC es invitado a última hora, para sustituir al otro equipo académico.

## Equipos participantes
Los equipos participantes en la Temporada 2011-12 de la Segunda División B del Fútbol Venezolano son los siguientes:

### Grupo Centro Oriental
| Club                                                                                 | Ciudad            | Entrenador           | Estadio                       |
| ------------------------------------------------------------------------------------ | ----------------- | -------------------- | ----------------------------- |
| Unión Atlético Píar                                                                  | Aragua de Maturín | Bandera de Venezuela | José Leonnet                  |
| SC Real Anzoátegui                                                                   | Puerto La Cruz    | Richard Arrieti      | Francisco Massiani            |
| Archivo:600px 600px bisection vertical HEX-FF0000 White.svg PDVSA Morichal FC        | Maturín           | Denys Bacelar        | Cancha Alterna del Monumental |
| Archivo:600px 600px bisection vertical HEX-FF0000 White.svg Estudiantes de Caroní FC | San Félix         | Del Valle Rojas      | Polideportivo Venalum         |
| Mineros de Guayana B                                                                 | Puerto Ordaz      | José Cicarelli       | Cancha Los Olivos             |
| Atlético Sucre CF                                                                    | Los Teques        | Rafael Sepulveda     | Arnaldo Arocha                |
| Deportivo Peñarol                                                                    | Caracas           | Marco A. Conde       | Fray Luis II                  |
| Leander de Miranda FC                                                                | Los Teques        | Bandera de Venezuela | Arnaldo Arocha                |

### Grupo Central
| Club                      | Ciudad                 | Entrenador           | Estadio               |
| ------------------------- | ---------------------- | -------------------- | --------------------- |
| Casa Portuguesa de Aragua | Maracay                | Manuel Goncalves     | Cancha Isaac Da Silva |
| CS Italo Valencia         | Valencia               | Bandera de Venezuela | Centro Ítalo          |
| Pellicano FC              | La Guaira              | Bandera de Venezuela | José María Vargas     |
| La Victoria FC            | La Victoria            | José Villarroel      | José Rodolfo Nieto    |
| CA López Hernández        | Caracas                | Pedro Nieto          | Fray Luis II          |
| Ortiz FC                  | Ortíz                  | Bandera de Venezuela | José Rodríguez Sáez   |
| Estudiantes de Guárico FC | San Juan de los Morros | Roiman Guzmán        | José Rodríguez Sáez   |
| Valencia SC               | Valencia               | Richard Moforte      | Centro Madereinse     |

### Grupo Centro Occidental
| Club                    | Ciudad        | Entrenador           | Estadio                  |
| ----------------------- | ------------- | -------------------- | ------------------------ |
| Alianza Zuliana FC      | Maracaibo     | Miguel Vásquez       | Giuseppe “Pepino” Costa  |
| ULA FC                  | Mérida        | Miguel Perdomo       | Metropolitano de Mérida  |
| Academia Emeritense FC  | Mérida        | Gilberto Uzcátegui   | Academia Emeritense      |
| Policía de Lara FC      | Barquisimeto  | Bandera de Venezuela | Farid Richa              |
| Yaracuyanos FC B        | San Felipe    | Bandera de Venezuela | Florentino Oropeza       |
| Unión Deportivo Guajira | Maracaibo     | Bandera de Venezuela | Giuseppe “Pepino” Acosta |
| Unión Atlético Falcón   | Punto Fijo    | Santiago Sancho      | Polideportivo Manaure    |
| Unión Atlético Zamora   | Santa Bárbara | Daniel F. Oliveros   | Carlos Correa Flores     |

## Torneo Apertura
El Torneo Apertura 2011 fue el primer torneo de la Temporada 2011-12 en la Segunda División B de Venezuela.
A continuación la clasificación de la ronda regular y la Tabla cruzada de resultados, aquí las filas corresponden a los juegos de local mientras que las columnas corresponden a los juegos de visitante de cada uno de los equipos. En cuanto a los resultados: el azul corresponden a victoria del equipo local, el rojo a la victoria visitante, el amarillo al empate, y el verde a victoria por incomparecencia.
Leyenda: JJ (Juegos jugados), JG (Juegos Ganados), JE (Juegos Empatados), JP (Juegos Perdidos), GF (Goles a Favor), GC (Goles en Contra), PTS (Puntos), DG (Diferencia de Goles).

### Grupo Centro Oriental
|   | Equipo                | JJ | JG | JE | JP | GF | GC | PTS | DG  |
| - | --------------------- | -- | -- | -- | -- | -- | -- | --- | --- |
| 1 | Mineros de Guayana B  | 14 | 9  | 2  | 3  | 31 | 9  | 29  | +22 |
| 2 | SC Real Anzoátegui    | 14 | 7  | 4  | 3  | 25 | 14 | 25  | +11 |
| 3 | Deportivo Peñarol     | 14 | 6  | 4  | 4  | 14 | 17 | 22  | -3  |
| 4 | Estudiantes de Caroní | 14 | 5  | 6  | 3  | 13 | 10 | 21  | +3  |
| 5 | PDVSA Morichal FC     | 14 | 5  | 3  | 6  | 17 | 25 | 18  | -8  |
| 6 | Unión Atlético Píar   | 13 | 3  | 5  | 5  | 9  | 15 | 14  | -6  |
| 7 | Atlético Sucre CF     | 14 | 4  | 2  | 8  | 15 | 22 | 14  | -7  |
| 8 | Leander de Miranda FC | 13 | 0  | 6  | 7  | 15 | 27 | 06  | -12 |

| Apertura 2011             | ASU | ECA | LEA | MIN | PMO | PEÑ | RAZ | UAP |
| Atlético Sucre CF         | X   | 0-1 | 3-2 | 1-1 | 1-2 | 1-2 | 2-1 | 2-1 |
| Estudiantes Del Caroní FC | 2-0 | X   | 1-1 | 1-0 | 3-3 | 0-0 | 2-2 | 0-0 |
| Leander de Miranda FC     | 1-2 | 1-2 | X   | 0-1 | 3-3 | 1-1 | 0-0 | SSP |
| Mineros de Guayana B      | 3-0 | 0-0 | 4-1 | X   | 2-0 | 3-0 | 3-2 | 6-0 |
| PDVSA Morichal FC         | 1-0 | 1-0 | 4-2 | 1-5 | X   | 2-1 | 0-1 | 0-0 |
| Deportivo Peñarol FC      | 2-1 | 1-0 | 1-1 | 0-2 | 1-0 | X   | 2-1 | 1-0 |
| SC Real Anzoátegui        | 1-1 | 1-0 | 4-1 | 2-1 | 4-0 | 4-1 | X   | 1-1 |
| Unión Atlético Píar       | 2-1 | 0-1 | 1-1 | 1-0 | 2-0 | 1-1 | 0-1 | X   |
|                           | ASU | ECA | LEA | MIN | PMO | PEÑ | RAZ | UAP |

### Grupo Central
|   | Equipo                    | JJ | JG | JE | JP | GF | GC | PTS | DG  |
| - | ------------------------- | -- | -- | -- | -- | -- | -- | --- | --- |
| 1 | Pellicano FC              | 14 | 09 | 04 | 01 | 34 | 13 | 31  | +21 |
| 2 | Valencia SC               | 14 | 08 | 03 | 03 | 27 | 13 | 27  | +14 |
| 3 | Estudiantes de Guárico FC | 14 | 06 | 07 | 01 | 22 | 13 | 25  | +09 |
| 4 | CS Italo Valencia         | 14 | 05 | 05 | 04 | 19 | 22 | 20  | -03 |
| 5 | La Victoria FC            | 14 | 03 | 05 | 06 | 20 | 21 | 14  | -01 |
| 6 | Casa Portuguesa de Aragua | 14 | 03 | 04 | 07 | 18 | 30 | 13  | -12 |
| 7 | Ortiz FC                  | 14 | 02 | 05 | 07 | 14 | 25 | 11  | -11 |
| 8 | CA López Hernández        | 14 | 02 | 03 | 10 | 12 | 28 | 09  | -16 |

| Apertura 2011             | CPO | LHE | CIVV | EGU | VFC | ORT | PEL | VSC |
| Casa Portuguesa Aragua FC | X   | 1-0 | 1-1  | 0-2 | 1-1 | 1-1 | 0-0 | 2-6 |
| CA López Hernández        | 0-3 | X   | 5-3  | 3-3 | 1-0 | 0-0 | 0-1 | 0-2 |
| CS Italo Valencia         | 3-1 | 2-1 | X    | 0-3 | 0-0 | 2-0 | 4-3 | 0-4 |
| Estudiantes de Guárico FC | 2-1 | 2-1 | 0-0  | X   | 0-0 | 1-1 | 2-2 | 1-2 |
| La Victoria FC            | 3-2 | 6-1 | 2-2  | 1-3 | X   | 1-2 | 0-1 | 0-1 |
| Ortiz FC                  | 1-2 | 2-0 | 0-1  | 1-1 | 4-5 | X   | 1-2 | 0-3 |
| Pellicano FC              | 7-1 | 3-0 | 0-0  | 1-1 | 2-0 | 6-1 | X   | 3-2 |
| Valencia SC               | 3-2 | 0-0 | 2-1  | 0-1 | 1-1 | 0-0 | 1-2 | X   |
|                           | CPO | LHE | CIVV | EGU | VFC | ORT | PEL | VSC |

### Grupo Centro Occidental
|   | Equipo                 | JJ | JG | JE | JP | GF | GC | PTS | DG  |
| - | ---------------------- | -- | -- | -- | -- | -- | -- | --- | --- |
| 1 | Policía de Lara FC     | 14 | 11 | 00 | 03 | 39 | 16 | 33  | +23 |
| 2 | ULA FC                 | 14 | 09 | 02 | 03 | 30 | 16 | 29  | +14 |
| 3 | UD Guajira             | 14 | 08 | 02 | 04 | 27 | 16 | 26  | +11 |
| 4 | Academia Emeritense FC | 14 | 07 | 03 | 04 | 27 | 25 | 24  | +02 |
| 5 | Alianza Zuliana FC     | 14 | 07 | 02 | 05 | 22 | 23 | 23  | -01 |
| 6 | Unión Atlético Zamora  | 14 | 04 | 01 | 09 | 13 | 23 | 13  | -10 |
| 7 | Yaracuyanos FC B       | 14 | 03 | 01 | 10 | 26 | 40 | 10  | -14 |
| 8 | Unión Atlético Falcón  | 14 | 01 | 01 | 12 | 11 | 36 | 04  | -27 |

| Apertura 2011          | AEM | AZU | PLA | ULA | UAF | UDG | UAZ | YAR |
| Academia Emeritense FC | X   | 3-2 | 2-4 | 0-2 | 3-0 | 3-3 | 2-0 | 2-1 |
| Alianza Zuliana FC     | 0-2 | X   | 3-2 | 0-0 | 4-2 | 0-4 | 1-0 | 2-1 |
| Policía de Lara FC     | 3-0 | 3-2 | X   | 2-1 | 4-0 | 2-0 | 2-0 | 5-0 |
| ULA FC                 | 4-2 | 0-0 | 3-1 | X   | 5-0 | 2-0 | 3-0 | 2-1 |
| Unión Atlético Falcón  | 0-1 | 0-1 | 0-2 | 1-2 | X   | 0-2 | 2-1 | 2-2 |
| UD Guajira             | 0-0 | 3-1 | 1-4 | 4-1 | 3-1 | X   | 3-1 | 1-0 |
| Unión Atlético Zamora  | 2-2 | 1-2 | 0-3 | 1-0 | 2-0 | 1-0 | X   | 3-1 |
| Yaracuyanos FC B       | 4-5 | 2-4 | 4-2 | 4-5 | 4-3 | 0-3 | 2-1 | X   |
|                        | AEM | AZU | PLA | ULA | UAF | UDG | UAZ | YAR |

### Goleadores
| Con 10 - Neyber Duin, Policía de Lara FC Con 8 - Jorge Padilla, Pellicanos FC - Jamer Castillo, CA López Hernández - Daniel Cádenas, ULA FC Con 7 - Bryan Ojeda, UD Guajira Con 6 - Luis López, La Victoria FC - Alberto Valbuena, Valencia SC |  | Con 5 - 8 jugadores Con 4 - 11 jugadores Con 3 - 16 jugadores Con 2 - 46 jugadores Con 1 - 103 jugadores Autogoles - 5 jugadores con uno |

## Torneo Permanencia 2012
Para el Torneo de Promoción y Permanencia de la Segunda División están clasificados los siguientes equipos
| División Oriental: - Minasoro FC (*) - Fundación Cesarger FC (*) - Monagas SC B (*) - Mineros de Guayana B (*) - SC Real Anzoátegui - Caroní FC (*) - Deportivo Anzoátegui B (*) - Archivo:600px 600px bisection vertical HEX-FF0000 White.svg Estudiantes de Caroní |  | División Central: - Unión Atlético Aragua (*) - Valencia SC - Pellicano FC - Estudiantes de Guárico FC - Club Deportivo Lara B (*) - Arroceros de Calabozo (*) - Caracas FC B (*) - Estrella Roja FC (*) - Deportivo Peñarol FC |  | División Occidental: - Zamora FC B (*) - Real Bolívar COL (*) - Unión Deportivo Guajira - Academia Emeritense FC - ULA FC - Atlético Sócopo FC (*) - Deportivo Táchira B (*) - Policía de Lara FC |

Con asterisco, los equipos que vienen del torneo apertura de la segunda división A

### Grupo Centro Oriental
|   | Equipo                 | JJ | JG | JE | JP | GF | GC | PTS | DG  |
| - | ---------------------- | -- | -- | -- | -- | -- | -- | --- | --- |
| 1 | SC Real Anzoátegui     | 14 | 9  | 3  | 2  | 32 | 13 | 30  | +19 |
| 2 | Mineros de Guayana B   | 14 | 8  | 1  | 5  | 22 | 18 | 25  | +4  |
| 3 | Monagas SC B           | 14 | 7  | 2  | 5  | 20 | 12 | 23  | +8  |
| 4 | Fundación Cesarger FC  | 14 | 5  | 5  | 4  | 15 | 17 | 20  | -2  |
| 5 | Deportivo Anzoátegui B | 14 | 5  | 3  | 6  | 15 | 16 | 18  | -1  |
| 6 | Estudiantes de Caroní  | 14 | 3  | 6  | 5  | 23 | 26 | 15  | -3  |
| 7 | Minasoro FC            | 14 | 4  | 3  | 7  | 27 | 40 | 15  | -13 |
| 8 | Caroní FC              | 14 | 2  | 3  | 9  | 17 | 29 | 09  | -12 |

| Permanencia            | ANZ | RAZ | CRN | FCE | MNS | MIN | MON | ECA |
| Deportivo Anzoátegui B | X   | 1-4 | 1-1 | 1-0 | 5-1 | 0-1 | 2-1 | 1-1 |
| Real Anzoátegui        | 3-0 | X   | 1-0 | 3-1 | 8-1 | 2-3 | 1-1 | 5-1 |
| Caroní FC              | 0-2 | 1-2 | X   | 0-1 | 3-4 | 0-2 | 1-2 | 4-0 |
| Fundación Cesarger     | 1-0 | 0-0 | 0-0 | X   | 5-2 | 0-0 | 1-0 | 2-1 |
| Minasoro FC            | 1-1 | 1-2 | 5-2 | 1-1 | X   | 2-3 | 0-3 | 4-4 |
| Mineros de Guayana B   | 1-0 | 0-1 | 5-0 | 4-1 | 1-3 | X   | 1-0 | 0-6 |
| Monagas SC B           | 1-0 | 3-0 | 1-2 | 3-0 | 1-2 | 1-0 | X   | 2-1 |
| Estudiantes de Caroní  | 0-1 | 0-0 | 3-3 | 2-2 | 1-0 | 2-1 | 1-1 | X   |
|                        | ANZ | RAZ | CRN | FCE | MNS | MIN | MON | ECA |

### Grupo Central
|   | Equipo                    | JJ | JG | JE | JP | GF | GC | PTS | DG  |
| - | ------------------------- | -- | -- | -- | -- | -- | -- | --- | --- |
| 1 | Caracas FC B              | 16 | 11 | 3  | 2  | 36 | 11 | 36  | +25 |
| 2 | Arroceros de Calabozo     | 16 | 8  | 5  | 3  | 38 | 22 | 29  | +16 |
| 3 | CD Lara B                 | 16 | 7  | 7  | 2  | 22 | 11 | 28  | +11 |
| 4 | Estrella Roja FC          | 16 | 8  | 3  | 5  | 24 | 20 | 27  | +4  |
| 5 | Deportivo Peñarol         | 16 | 7  | 3  | 6  | 22 | 22 | 24  | 0   |
| 6 | Pellicano FC              | 16 | 6  | 6  | 4  | 26 | 14 | 24  | +12 |
| 7 | Valencia SC               | 16 | 5  | 3  | 8  | 16 | 31 | 18  | -15 |
| 8 | UA Aragua                 | 16 | 4  | 2  | 10 | 14 | 30 | 14  | -16 |
| 9 | Estudiantes de Guárico FC | 16 | 0  | 0  | 16 | 10 | 49 | 00  | -39 |

| Clausura 2012             | ARR | CAR | EGU | ERO | CDL | PEL | UAA | VSC | PEÑ |
| Arroceros de Calabozo     | X   | 0-3 | 5-0 | 1-1 | 3-1 | 1-1 | 1-0 | 5-1 | 3-2 |
| Caracas FC B              | 5-2 | X   | 5-0 | 1-0 | 4-1 | 1-1 | 2-0 | 0-1 | 1-0 |
| Estudiantes de Guárico FC | 2-6 | 3-7 | X   | 1-3 | 0-3 | 0-4 | 1-2 | 0-1 | 1-2 |
| Estrella Roja FC          | 1-1 | 1-0 | 2-0 | X   | 1-1 | 2-1 | 2-1 | 3-0 | 0-1 |
| CD Lara B                 | 0-0 | 1-1 | 1-0 | 2-0 | X   | 1-1 | 2-0 | 0-0 | 5-1 |
| Pellicano FC              | 0-1 | 1-2 | 2-0 | 3-2 | 0-0 | X   | 3-0 | 0-0 | 2-3 |
| UA Aragua                 | 3-3 | 1-3 | 2-1 | 1-2 | 0-0 | 0-3 | X   | 0-3 | 1-3 |
| Valencia SC               | 1-6 | 0-1 | 1-0 | 3-1 | 0-2 | 1-4 | 1-2 | X   | 2-5 |
| Deportivo Peñarol FC      | 1-0 | 0-0 | 3-1 | 0-2 | 0-2 | 0-0 | 0-1 | 1-1 | X   |
|                           | ARR | CAR | EGU | ERO | CDL | PEL | UAA | VSC | PEÑ |

### Grupo Centro Occidental
|   | Equipo                 | JJ | JG | JE | JP | GF | GC | PTS | DG  |
| - | ---------------------- | -- | -- | -- | -- | -- | -- | --- | --- |
| 1 | ULA FC                 | 14 | 7  | 5  | 2  | 31 | 18 | 26  | +13 |
| 2 | Zamora FC B            | 14 | 7  | 3  | 4  | 30 | 20 | 24  | +10 |
| 3 | Policía de Lara FC     | 14 | 7  | 2  | 5  | 27 | 22 | 23  | +5  |
| 4 | Deportivo Táchira B    | 14 | 6  | 3  | 5  | 24 | 21 | 21  | +3  |
| 5 | Atlético Socopó FC     | 14 | 7  | 0  | 7  | 25 | 24 | 21  | +1  |
| 6 | Real Bolívar COL       | 14 | 5  | 5  | 4  | 24 | 17 | 20  | +7  |
| 7 | UD Guajira             | 14 | 4  | 4  | 6  | 19 | 28 | 16  | -9  |
| 8 | Academia Emeritense FC | 14 | 0  | 4  | 10 | 17 | 47 | 04  | -30 |

| Clausura 2012          | AEM | SOC | TAC | POL | RBO | UDG | ULA | ZAM |
| Academia Emeritense FC | X   | 2-3 | 1-2 | 0-4 | 1-1 | 1-1 | 0-0 | 2-2 |
| Atlético Socopó FC     | 3-1 | X   | 3-1 | 0-1 | 2-0 | 2-0 | 1-3 | 1-3 |
| Deportivo Táchira B    | 3-2 | 4-0 | X   | 3-2 | 1-1 | 3-0 | 0-0 | 1-2 |
| Policía de Lara FC     | 4-0 | 2-4 | 2-1 | X   | 2-1 | 0-0 | 3-2 | 3-1 |
| Real Bolívar COL       | 7-2 | 2-1 | 3-0 | 3-0 | X   | 0-0 | 1-1 | 0-1 |
| UD Guajira             | 5-2 | 1-0 | 3-2 | 1-0 | 3-5 | X   | 3-3 | 1-2 |
| ULA FC                 | 8-1 | 3-2 | 1-2 | 4-2 | 0-0 | 2-1 | X   | 3-2 |
| Zamora FC B            | 4-2 | 1-3 | 1-1 | 2-2 | 3-0 | 6-0 | 0-1 | X   |
|                        | AEM | SOC | TAC | POL | RBO | UDG | ULA | ZAM |

### Goleadores
Con 10 goles
- Cruz Maestre (Atlético Socopó)

Con 7 goles
- José Salazar (Arroceros de Calabozo)

Con 6 goles
- José Gutiérrez (Caracas FC)
- Neyber Duin (Policía de Lara)

Con 5 goles
Cinco jugadores
Con 4 jugadores
Nueve jugadores